# Kainz (Waging am See)
Kainz ist ein Gemeindeteil von Waging am See im Landkreis Traunstein auf der Gemarkung Freimann.
Die Einöde liegt vier Kilometer westlich von Waging am See und etwa 400 Meter nordöstlich von Freimann nördlich der Kreisstraße TS 53.
Im Amtlichen Ortsverzeichnis von 1987 wurde der Ort noch nicht erwähnt und die topografische Karte von 1991 zeigt zwei große Gebäude, offensichtlich die Wirtschaftsgebäude der heutigen Hofstelle. Die topografische Karte von 2007 zeigt zu den Wirtschaftsgebäuden auch das heute bestehende Wohnhaus.